# Třída G 169
Třída G 169 byla třída torpédoborců německé Kaiserliche Marine z období první světové války. Celkem bylo postaveno sedm jednotek této třídy, která se dělila do několika podskupin, lišících se pohonným systémem. Jeden torpédoborec byl potopen při kolizi a druhý za první světové války. Tři jednotky po skončení války v rámci reparací připadly Spojenému království a následně byly sešrotovány. Plavidla G 170 a G175 zůstala ve službě v poválečné německé Reichsmarine, která je vyřadila v průběhu 20. let.

## Stavba
Celkem bylo postaveno sedm jednotek této třídy. Torpédoborce G 169 až G 173 byly objednány ve fiskálním roce 1908 a torpédoborce G 174 a G 175 ve fiskálním roce 1909. Jejich kýly byly založeny v letech 1908–1909 v loděnici Germaniawerft v Kielu. Do služby byly přijaty v letech 1909–1910.
Jednotky třídy G 169:
| Jméno | Zahájení stavby | Spuštění na vodu  | Zařazena do služby | Status                                                                                  |
| ----- | --------------- | ----------------- | ------------------ | --------------------------------------------------------------------------------------- |
| G 169 | 1908            | 29. prosince 1908 | 29. dubna 1909     | Od září 1917 T169. V roce 1920 předán Velké Británii. Sešrotován.                       |
| G 170 | 1908            | 3. března 1909    | 14. července 1909  | Od září 1917 T170. Po válce převzat německou Reichsmarine. Vyškrtnut 1921. Sešrotován.  |
| G 171 | 1908            | 28. května 1909   | 4. ledna 1910      | Dne 14. září 1912 se v Severním moři potopil po kolizi s bitevní lodí SMS Zähringen.    |
| G 172 | 1908            | 10. července 1909 | 4. ledna 1910      | Od září 1917 T172. Dne 7. července 1918 v Severním moři potopen minou.                  |
| G 173 | 1908            | 28. července 1909 | 24. ledna 1910     | Od září 1917 T173. V roce 1920 předán Velké Británii. Sešrotován.                       |
| G 174 | 1909            | 8. ledna 1910     | 6. července 1910   | Od února 1918 T174. V roce 1920 předán Velké Británii. Sešrotován.                      |
| G 175 | 1909            | 24. února 1910    | 4. prosince 1910   | Od února 1918 T175. Po válce převzat německou Reichsmarine. Vyškrtnut 1926. Sešrotován. |

## Konstrukce
Hlavní výzbroj torpédoborců G 169 až G 173 představovaly dva 88mm kanóny TK L/30 C/08 a tři jednohlavňové 4500mm torpédomety se zásobou čtyř torpéd. Poslední dva torpédoborce G 174 a G 175 nesly silnější torpédovou výzbroj čtyř 500mm torpédometů se zásobou pěti torpéd. Dle pohonného systému se třída dělila do tří podskupin. Odlišná byla i poloha komínů. Torpédoborce G 169 až G 172 měly čtyři kotle Marine a jednu parní turbínu Parsons o výkonu 15 000 hp, pohánějící tři lodní šrouby. Nejvyšší rychlost dosahovala 32 uzlů. Dosah byl 1250 námořních mil při rychlosti sedmnáct uzlů. Torpédoborec G 173 měl čtyři kotle Marine a dvě parní turbíny Zoelly o výkonu 15 820 hp, pohánějící dva lodní šrouby. Rychlost plavidla zůstala stejná. Dosah byl 1280 námořních mil při rychlosti sedmnáct uzlů. Poslední dva torpédoborce G 174 a G 175 měly čtyři kotle Marine a dvě parní turbíny Parsons o výkonu 16 610 hp, pohánějící dva lodní šrouby. Rychlost plavidla zůstala stejná. Dosah byl 920 námořních mil při rychlosti sedmnáct uzlů.

### Modernizace
Torpédoborce G 170 a G 172 až G 175 byly v letech 1916–1917 přezbrojeny dvěma 88mm kanóny TK L/45 C/14.